# Fiction (chanson)
Pour les articles homonymes, voir Fiction (homonymie).
Singles de Coldrain
8AM
(2009)
Fiction est le premier maxi-single du groupe de rock japonais Coldrain. Le groupe est ensuite parti en tournée pour la première fois et s'est produit lors de 30 événements au Japon.

## Liste des titres
Toutes les paroles sont écrites par Masato.
| No | Titre      | Musique       | Durée |
| -- | ---------- | ------------- | ----- |
| 1. | Fiction    | Y.K.C, Masato | 3:30  |
| 2. | Come awake | Sugi, Masato  | 3:42  |
| 3. | I know     | Y.K.C, Masato | 4:50  |